# Indicador urbano
Un indicador urbano es una unidad de información medida a través del tiempo que documenta los cambios de una condición específica en un contexto urbano. Los indicadores tienen el objetivo de representar la realidad de forma cuantitativa, sencilla y directa, para así poder elaborar un análisis claro.
Existen indicadores simples e indicadores complejos. Por ejemplo, la tasa de analfabetismo y el acceso al agua potable son indicadores simples, ya que se refieren a atributos que se puede constatar su presencia o nivel calidad en forma simple y empírica. Diferente es el caso de indicadores como el indicador social, que requieren un marco conceptual más complejo, al ser ambos un constructo teórico y no tener una equivalencia empírica concreta. En la composición de indicadores se deben tener conceptos claros y precisos, que no requieran un gran desarrollo matemático o estadístico.

## Tipos
Se pueden hacer diversas clasificaciones de indicadores urbanos según el criterio elegido para la misma (no se ha impuesto un sistema universal). Según el Plan Especial de Indicadores de Sostenibilidad Ambiental de la Actividad Urbanística de Sevilla, los indicadores urbanos pueden diferenciarse:
- Indicadores relacionados con la cohesión social: acceso a los equipamientos y servicios básicos, mezcla de rentas en la edificación residencial: viviendas de protección pública.
- Indicadores relacionados con el metabolismo urbano: autogeneración energética de las viviendas, autosuficiencia hídrica, minimización de los sistemas de recogida en el espacio público, residuos sólidos urbanos, minimización y recuperación de los residuos generados en la construcción y demolición, uso de materiales reutilizados, reciclados y renovables, reserva de espacios para los procesos de autocompostaje, reserva de espacios para la instalación de puntos limpios y nivel sonoro.
- Indicadores relacionados con el aumento de la biodiversidad: acceso de los ciudadanos a espacios verdes, compensación a la impermeabilización y sellado: Índice de permeabilidad, dotación de árboles en el espacio público, corredores verdes, cubiertas verdes, enverdecimiento de fachadas, reserva de espacio libre en interiores de manzana, compacidad corregida ponderada, compacidad calibrada: requerimientos de espacio de estancia.
- Indicadores relacionados con el espacio público: viario público para el tráfico del automóvil de paso y del transporte público de superficie, viario público para el peatón y otros usos del espacio público, continuidad de la calle corredor, prohibición de condominios cerrados, dotación de árboles según la proyección vertical de sombra en suelo, potencial de habitabilidad térmica en espacios urbanos, disposición de báculos sin contaminación lumínica, diseño e introducción de las TIC en el mobiliario urbano.
- Indicadores relacionados con la movilidad y la accesibilidad: accesibilidad a las paradas de la red de transporte público de superficie, red segregada, accesibilidad a la red de bicicletas, red de carriles segregada, accesibilidad a plataformas logísticas subterráneas, reserva de espacios de estacionamiento: vehículos privado, galerías de servicios, reserva de espacios de estacionamiento: bicicletas, accesibilidad de los ciudadanos con movilidad reducida.
- Indicadores relacionados con la morfología urbana: densidad edificatoria, compacidad absoluta, compacidad corregida.
- Indicadores relacionados con la organización urbana: la complejidad urbana, el reparto entre actividad y residencia, superficie mínima de los locales, la proporción de actividades de proximidad, diversidad de actividades, índice de especialización, la proporción de actividades densas en conocimiento.